# Dieki
Dieki est un village du Cameroun située dans la région de l'Adamaoua et le département de Mayo-Banyo. Il appartient à la commune de Bankim.

## Géographie

### Géologie
Des collines avec du granit sont présentes dans le paysage de Dieki.

### Forêt
Il existe un site de reboisement.

### Ressources naturelles
La présences de lacs offre la possibilité de pêche par les riverains.

## Population et société

### Démographie
D'après le plan communal de développement de la commune de Bankim daté de juillet 2015, Diéki compte plus de 2 450 habitants.

### Santé
En terme d'équipements sanitaires, le village de Diéki dispose d'un laboratoire, d'une maternité, d'une pharmacie, de logement d'astreinte pour le personnel de santé, d'un générateur de qualité et d'un réfrigérateur. Le centre de santé de Dieki n'a pas de points d'eau.
Les latrines sont présentes.
Il n'existe pas encore de reboisement effectué sur le site.
Un grand bâtiment en bon état est mis à disposition pour les formations sanitaires du village.
.

## Éducation
L'école publique de Dieki compte 325 élèves dont 169 filles et 156 garçons. Les enseignants sont au nombre de 7 et ont à leur disposition 7 salles de classe.

## Économie

### Fournisseur d'énergie
L'électricité du village est délivré par un générateur et un transformateur.

### Agriculture
Un poste agricole est présent à Dieki.
Les agriculteurs de Dieki cultivent le manioc, la banane douce, le caféier, le palmier à huile, le haricot, le macabo,  le soja, et principalement du maïs. 

## Réseau routier
Quatre kilomètres de route sont présents dans le village, praticable seulement à moto.